# Otěvěk
Otěvěk je vesnice, část města Trhové Sviny v okrese České Budějovice v Jihočeském kraji. Nachází se asi dva kilometry na severozápad od Trhových Svinů. Prochází zde silnice II/156. Otěvěk je také název katastrálního území o rozloze 8,55 km², v němž leží i Čeřejov.

## Historie

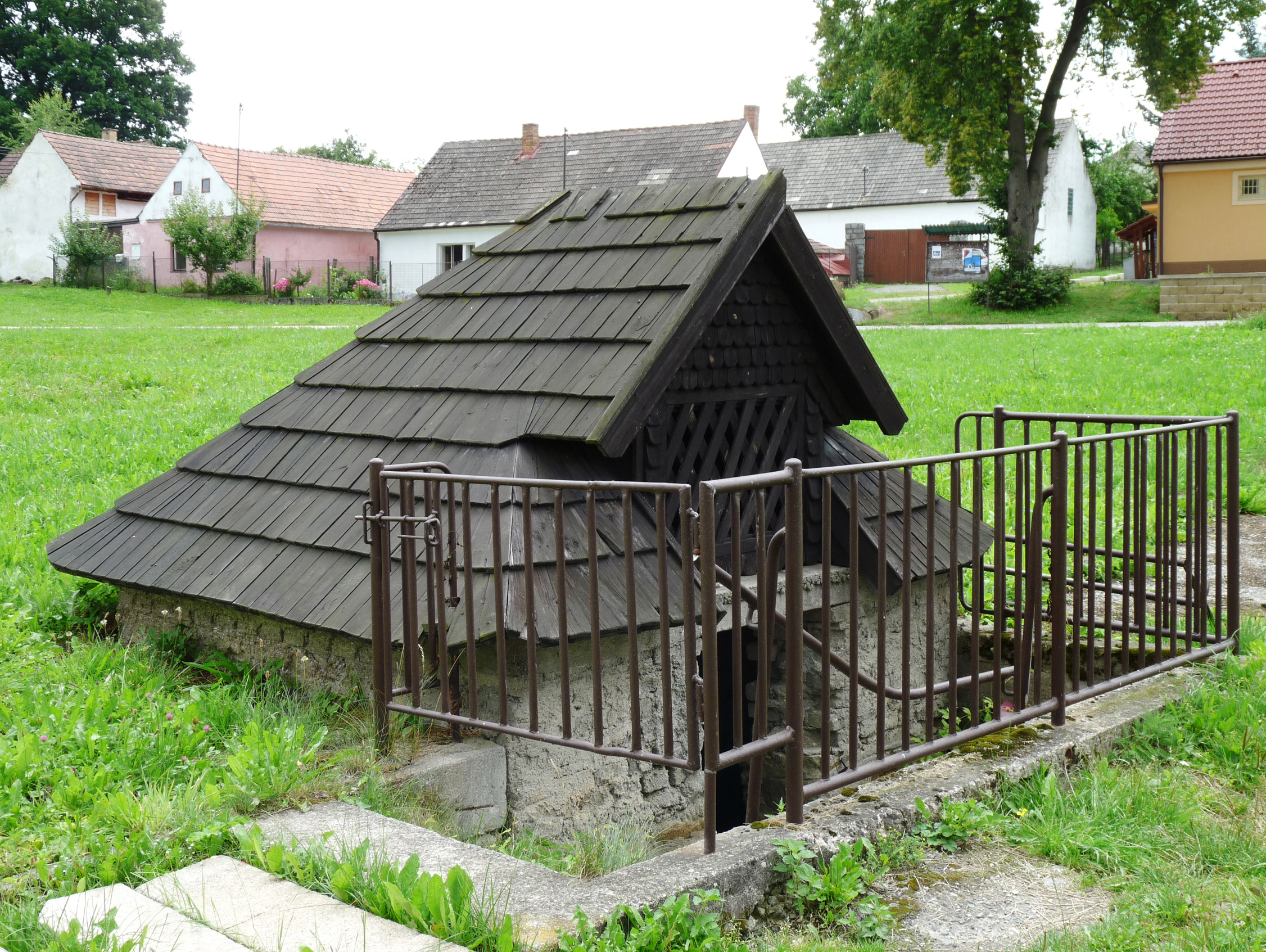
Starobylá studna

První písemná zmínka o vesnici pochází z roku 1357.

## Přírodní poměry
Severozápadně od vesnice leží přírodní památka Zámek.

## Obyvatelstvo
| Rok            | 1869 | 1880 | 1890 | 1900 | 1910 | 1921 | 1930 | 1950 | 1961 | 1970 | 1980 | 1991 | 2001 | 2011 | 2021 |
| -------------- | ---- | ---- | ---- | ---- | ---- | ---- | ---- | ---- | ---- | ---- | ---- | ---- | ---- | ---- | ---- |
| Počet obyvatel | 276  | 353  | 280  | 307  | 289  | 280  | 238  | 214  | 225  | 227  | 228  | 195  | 185  | 203  | 275  |
| Počet domů     | 44   | 51   | 52   | 51   | 54   | 54   | 56   | 60   | 80   | 57   | 56   | 62   | 71   | 79   | 95   |

## Obecní správa
Při sčítání lidu v letech 1850–1964 Otěvěk byl samostatnou obcí, se kterým patřil nejprve do okresu České Budějovice (v letech 1890–1910 Budějovice), ale v roce 1950 v okrese Trhové Sviny a od roku 1960 v okrese České Budějovice. Od 14. června 1964 do 31. prosince 1975 byl částí obce Veselka v okrese České Budějovice. Od 1. ledna 1976 je částí města Trhové Sviny v okrese České Budějovice. V letech 1850–1964 k obci patřil Čeřejov a v letech 1869–1886 také Březí a Nežetice.

## Pamětihodnosti
Památkově chráněné objekty:
- Boží muka postavená v roce 1738 – pocházejí z doby Napoleonských válek[pozn. 1] a označují prý místo pohřbení francouzských vojáků[7]
- Kamenný smírčí kříž vedle nich
- Usedlosti čp. 4 a 41

Ostatní:
- Kaple Korunování Panny Marie na návsi (vysvěcena 1930)[8]
- Pomník obětem světových válek
- Stará zastřešená studna na návsi
- Roubená stodola při chůzi z návsi směrem k silnici
- Významný strom Žižkova hrušeň